# 介同彬
介同彬（1972年—），河南淇县人，汉族，中华人民共和国政治人物、第十一届全国人民代表大会河南地区代表。
毕业于河南农业大学畜牧兽医专业，是中共党员。担任河南省淇县西岗乡坡袁庄村党支部书记、淇县兴和畜牧开发有限公司董事长。2008年起担任全国人大代表。